# Bistahieversor
Bistahieversor ist ein Dinosaurier, der zu den Tyrannosauroidea gehörte und 2010 erstmals beschrieben wurde. Einzige Art ist Bistahieversor sealeyi.
Die Gattung wurde nach der Bisti Wilderness Area in New Mexico, wo ihre Fossilien gefunden wurden, und dem lateinischen Wort für Zerstörer (eversor) benannt. Das Art-Epitheton sealeyi ehrt Paul Sealey, der das Holotyp-Exemplar gefunden hat. Bistahieversor lebte in der Oberkreide (spätes Campanium).
Das Holotyp-Exemplar ist ein im anatomischen Zusammenhang erhaltener Schädel mit Skelett. Außerdem wurde ein bruchstückhaft erhaltener Schädel, das Skelett eines Jungtieres sowie ein Teil eines rechten Tränenbeins eines dritten Exemplars gefunden. Für die Erstbeschreibung wurden nur die Schädel untersucht. Seine Gesamtlänge wird auf 8 m geschätzt.

## Merkmale
Der Schädel des Holotyp-Exemplars ist 107 Zentimeter lang und vor der Orbita (Augenhöhle) 31 Zentimeter hoch. Bistahieversor hatte im Unterschied zu anderen Tyrannosauriern eine zusätzliche Schädelöffnung über den Augen, einen Kiel entlang des Unterkiefers und mehr Zähne als Tyrannosaurus rex. In seinem Oberkiefer zeigte er eine deutliche Zahnlücke (Dichotomie).
Wahrscheinlich fingen die basalen, flachschädeligen Tyrannosaurier des Jura und der Unterkreide ihre Beute vor allem mit den Vordergliedmaßen, eine Funktion, die später bei fortschrittlicheren Tyrannosauriern der Oberkreide von den starken Kiefern übernommen wurde. Die Wissenschaftler gehen deshalb davon aus, dass der ebenfalls hochschädelige Bistahieversor lediglich kleine, reduzierte Vordergliedmaßen hatte. Sie sind bisher jedoch nicht freigelegt worden.
Bistahieversor wird als Indiz für die These angesehen, dass sich die hochschädeligen, mit sehr starken Kiefern ausgestatteten Tyrannosaurier nur im Westen Nordamerikas entwickelten, das vom östlichen Teil des Kontinents durch den Western Interior Seaway, einem Flachmeer, getrennt war. Ostnordamerikanische Tyrannosaurier wie Appalachiosaurus blieben beim ursprünglichen Merkmal einer niedrigen Schnauze.